# Ваня Кинг
Ваня Кинг (на английски: Vania King) е професионална тенисистка от САЩ. Семейството на тенисистката емигрира в САЩ от Тайван. Ваня Кинг е четвъртото най-малко дете в семейството.
Професионалната си кариера, американската тенисистка започва през 2006 г. През същата година тя печели и своята първа шампионска титла на сингъл от състезание, организирано от Женската тенис асоциация (WTA). Това се случва по време на турнира в тайландската столица Бангкок. Във финалната среща, Ваня Кинг надделява над представителката на домакините Тамарин Танасугарн с резултат 2:6, 6:4, 6:4. В края на 2006 г., американката от тайвански произход регистрира своето най-добро класиране в световната ранглиста на женския тенис. Тя заема 50-а позиция.
В мачовете на двойки, Ваня Кинг записва повече успехи. Тя печели десет титли, две от които през 2010 г. Първата датира от 14 февруари 2010, от турнира в Мемфис, където заедно с холандската си партньорка Михаела Крайчек побеждават Бетани Матек-Сандс и Мегън Шонеси със 7:5, 6:2. На 22 май 2010 г., по време на традиционния турнир в Страсбург, американката печели титлата заедно с френската тенисистка Ализе Корне, заедно с която елиминират руско-австралийския дует Алла Кудрявцева и Анастасия Родионова с 3:6, 6:4, 10:7. Международната тенис-статистика показва, че Ваня Кинг е загубила и 8 финални срещи на двойки. Последната ѝ загуба датира от турнира в Хертогенбош. Там на 18 юни 2010 г., заедно с казахстанската ѝ партньорка Ярослава Шведова тя претърпява поражение от Алла Кудрявцева и Анастасия Родионова с 3:6, 6:3, 10:6. Най-доброто си класиране на двойки, американката записва на 24 септември 2007 г., когато заема 23-та позиция в световната ранглиста.
На 24 май 2009 г., по време на „Откритото първенство на Франция“, Ваня Кинг играе финал на смесени двойки заедно с бразилския си партньор Марсело Мело, заедно с когото отстъпват на американските си опоненти Лизел Хубер и Боб Брайън с 5:7, 7:6, 10:7.
В турнирите от Големия шлем, американката достига най-далече през 2009 г., по време на „Уимбълдън“. Тогава тя играе на двойки с германката Анна-Лена Грьонефелд, с която достигат до четвъртфиналната фаза на състезанието, където са принудени да отстъпят пред сестрите Винъс и Серина Уилямс.
На 2 юли 2010 г. Ваня Кинг и Ярослава Шведова печелят шампионската титла на двойки на турнира „Уимбълдън“. Във финалния мач те надделяват над руския дует Елена Веснина и Вера Звонарьова с резултат 7:6, 6:2.
След като спечелва шампионската титла на двойки от „Уимбълдън“, отново със същата партньорка американската тенисистка покорява и „Откритото първенство на САЩ“. На 13 септември 2010 г. във финалната среща на турнира, Ваня Кинг и Ярослава Шведова сломяват съпротивата на Лизел Хубер и Надя Петрова с резултат 2:6, 6:4, 7:6.